# Salmo (British Columbia)
Salmo ist eine kleine Gemeinde im Süden der kanadischen Provinz British Columbia. Die Gemeinde in den Selkirk Mountains gehört zum Regional District of Central Kootenay.

## Lage
Die Gemeinde liegt am Westufer des Salmo River, etwa 40 Kilometer westlich von Castlegar und etwa 60 Kilometer westlich von Creston. Rund 25 Kilometer südlich der Gemeinde liegt Nelway und der Grenzübergang von Kanada in die Vereinigten Staaten. Etwa 65 Kilometer nördlich der Gemeinde liegt Nelson. Innerhalb der Selkirk Mountains liegt Salmo am Übergang der Bonnington Range im Westen zur Nelson Range im Osten.

## Geschichte
Das Gebiet in dem heute die Stadt liegt ist traditionelles Siedlungs- und Jagdgebiet der First Nations, hier hauptsächlich der Ktunaxa.
Die heutige Gemeinde entstand Ende des 19. Jahrhunderts als Siedlung von Goldgräbern und Minenarbeitern. Im östlich der Gemeinde gelegenen „Nevada Mountain“ (1888 m Höhe) finden sich noch Überreste der alten Minen. Am 1. Mai 1897 erhielt das Dorf ein „Post Office“.
1913 wurde in der Gemeinde ein Bahnhofsgebäude, die „Burlington Northern Railway Station“, errichtet. Das noch erhaltene Gebäude gilt heute als von besonderem historischen Wert.
Die Zuerkennung der kommunalen Selbstverwaltung für das Dorf erfolgte am 30. Oktober 1946 (incorporated als „Village Municipality“).

## Demographie
Die Volkszählung im Jahr 2016, der Census 2016, ergab für die Gemeinde eine Bevölkerungszahl von 1141 Einwohnern, nachdem der Zensus im Jahr 2011 für die Gemeinde noch eine Bevölkerungszahl von 1139 Einwohnern ergab. Die Bevölkerung hat dabei im Vergleich zum letzten Zensus im Jahr 2011 minimal um 0,2 % abgenommen und sich entgegen der Entwicklung in der Provinz, mit einer Bevölkerungszunahme in British Columbia um 5,6 %, entwickelt. Im Zensuszeitraum 2006 bis 2011 hatte die Einwohnerzahl in der Gemeinde noch deutlich stärker als die Entwicklung in der Provinz um 13,1 % zugenommen, während sie im Provinzdurchschnitt um 7,0 % zunahm.
Beim Zensus 2016 wurde für die Gemeinde ein Medianalter von 50,6 Jahren ermittelt. Das Medianalter der Provinz lag 2016 nur bei 43,0 Jahren. Das Durchschnittsalter lag bei 46,5 Jahren bzw. bei nur 42,3 Jahren in der Provinz. Beim Zensus 2011 wurde für die Gemeinde noch ein Medianalter von 45,7 Jahren ermittelt. Das Medianalter der Provinz lag 2011 bei 44,0 Jahren.

## Verkehr
Schwerpunkt der Verkehrsanbindung ist der Straßenverkehr. Der Highway 3, der Crowsnest Highway, durchquert die Gemeinde in Ost-West-Richtung. In Salmo zweigt der von der Grenze kommende Highway 6 vom Highway 3 ab und führt weiter nach Norden.
Öffentlicher Personennahverkehr wird örtlich/regional unter anderem mit einer Buslinie durch das „West Kootenay Transit System“ angeboten, welches von BC Transit in Kooperation betrieben wird.
Eine Anbindung an den Luftverkehr erfolgt über den bei Castlegar gelegenen West Kootenay Regional Airport.